# 贝琳达·斯内尔
贝琳达·斯内尔（英語：Belinda Snell，1981年1月10日—），澳大利亚女子篮球运动员。她曾代表澳大利亚国家队参加2004年、2008年和2012年夏季奥林匹克运动会篮球比赛，获得二枚银牌和一枚铜牌。